# 杨生茂
杨生茂（1917年—2010年），男，汉族，直隶（今河北）涿鹿人，中国历史学家、教育家，曾任南开大学教授、博士生导师。